# 克拉斯諾西爾卡 (盧吉尼區)
51°10′32″N 28°16′45″E / 51.17556°N 28.27917°E
克拉斯諾西爾卡（烏克蘭語：Красносілка），是烏克蘭北部的村莊，隸屬日托米爾州的科羅斯滕區。該村始建於1914年，面積0.31平方公里，海拔高度197米，2001年人口22。